# Ragöse
De Ragöse is een 10 kilometer lange beek in het natuurgebeied Schorfheide in de Duitse deelstaat Brandenburg.
De beek heeft twee bronnen, één bij Golzow, een Ortsteil van Chorin, en één in de Amtssee bij het klooster Chorin. De beek mondt uit in het Finowkanaal bij Eberswalde.